# Partidul Democrat al Unirii
Partidul Democrat al Unirii sau Partidul Democrat al Unirei a fost un partid politic din România, fondat și condus de istoricul bucovinean Ion Nistor.

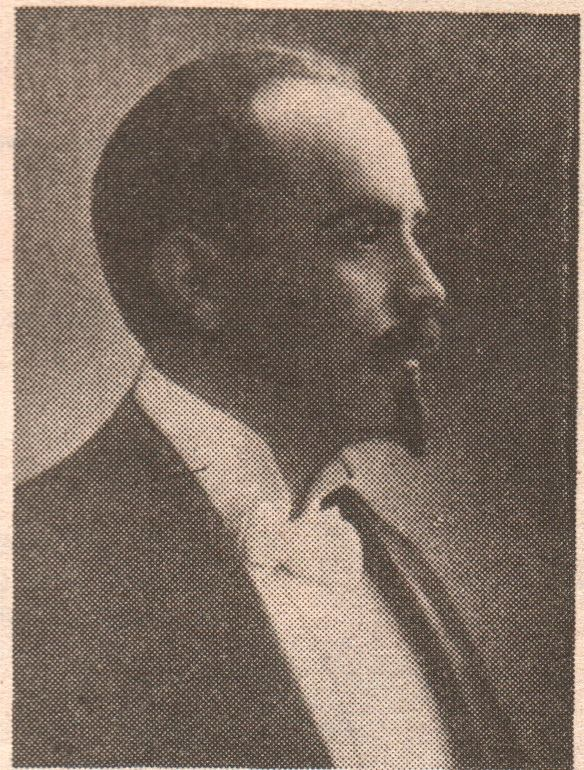
Istoricul Ion Nistor, fondatorul și liderul partidului

Partidul a susținut Armata Română în luptele împotriva separatiștilor ucraineni, care voiau să anexeze ei Bucovina. Ulterior, a participat la alegerile din 1919, obținând 20 de locuri în Camera Deputaților și 7 locuri la Senat. 
Partidul a susținut centralizarea guvernului, opunându-se autonomiei. Comunitatea polonă din Bucovina a susținut partidul, dar grupările socialiste ale evreilor și germanilor au boicotat alegerile din 1919, nesimțindu-se reprezentați de noul partid. Pe de altă parte, ucrainenii radicali comiteau acte teroriste, considerând "ocupația românească ca fiind accidentală" și dorind unirea Bucovinei cu Ucraina. Pentru a atrage minoritățile, partidul a pus 2 evrei pe liste: Jakob Hecht (susținător al unirii Bucovinei cu România, având astfel probleme cu naționaliștii evrei, cum ar fi Benno Straucher) și Iosif Vihovici, candidat pentru județul Cozmeni. Un alt evreu, Heini Teller, și-a retras candidatura din partea partidului, din cauza conflictelor cu naționaliștii evrei.
În anul 1923 a fost absorbit de PNL.